# Сёмково (Минский район)
Сёмково (бел. Сё́мкава) — агрогородок в Минском районе Минской области Беларуси. В составе Папернянского сельсовета.

## География
Сёмково находятся в 10 километрах от МКАД в мядельском направлении. В деревне более 50 улиц, 4 продуктовых и строительный магазины, кафе, школа, мед.пункт, спортзал, сауна, бильярдный зал, библиотека, станция технического обслуживания и прачечная. Через Сёмково протекает речка Чернявка, а в двух километрах находится Минское море. Также в Сёмково находится база отдыха «Сябры» и спортивно-оздоровительная база «Олимпиец», а также недалеко располагается санаторий «Криница» и база отдыха «Юность».

## История
Первое упоминание о Сёмкове Соломорецком датируется 1567 годом. Известно, что в 1582 году в деревне располагалось имение княжеского рода Соломорецких, потомков смоленского князя Святослава.
В 1755 году Сёмково становится владением последнего минского воеводы Адама Хмары. Он строит здесь роскошную резиденцию, которая становится довольно известной в ВКЛ: в нём побывал король Станислав Август Понятовский. Работами руководил приглашённый архитектор Карло Спампани.
Развитие Семкоского дворцогво-паркового комплекса прервала революция 1917, после которой были пристроены боковые флигели. Там до начала XXI века располагалась школа-интернат. Этот комплекс был серьёзно поврежден во время второй мировой войны. Сама деревня была практически разрушена немцами. После войны здание заброшено и разрушается.
Решением Минского районного Совета депутатов от 17 февраля 2011 года № 103 деревня Семково преобразована в агрогородок.

## Усадьба Сёмково
У усадьбы Сёмково, расположенной в семнадцати километрах от Минска, большая, интересная и очень трагическая история.
Это место известно с начала шестнадцатого века как владение князей Соломерецких. В 1640 году оно переходит к роду Статкевичей, а через некоторое время её хозяином становится яркая и колоритная личность — Адам Хмара, последний, двадцать девятый минский воевода, который играл важную роль в политической борьбе конца 18-го века. Получив в 1755 г. имение в дар от Михаила Сапеги, Адам Хмара сделал блестящую карьеру от обычного ловчего до воеводы. После раздела Речи Посполитой, в котором он активно участвовал на стороне России, Хмара присягнул на верность Екатерине II и получил титул тайного советника и расположение властей. А пост минского воеводы был упразднен, в составе Российской империи таких должностей не предусматривалось. Именно Адам Хмара построил в Сёмково тот самый знаменитый усадебный комплекс. Под руководством итальянского архитектора Карло Спампани в 1775—1780 годах создается великолепный дворцово-парковый ансамбль, включающего дворец, два симметричных флигеля, оранжерею, въездную браму, две округлые террасы и французский парк с фонтаном. Непосредственно дворец включал Бальный зал, Королевский зал, в котором останавливался в гостях у минского воеводы последний король Речи Посполитой Станислав Август Понятовский, столовую на 100 человек, библиотеку, каплицу. Детали архитектуры и оформление интерьеров утверждал Адам Хмара лично.
Интерьер дворца был богато украшен лепниной, росписью стен, золочеными люстрами, картинами, обставлен дорогой мебелью. Во множестве использовались изразцы, камины были из редкого черного мрамора. Адам Хмара был образованным, культурным дворянином, в имении хранилась его нумизматическая коллекция, собрание икон, библиотека магната и тайного советника насчитывала более 8000 томов.

#### Дворец в начале XX века
Усадебный парк был расположен на трех террасах и имел симметричное решение относительно усадьбы, занимающей самую высокую точку рельефа. До наших дней сохранились липы, посаженные во время Адама Хмары и являющиеся сегодня памятниками природы.
После смерти вельможи усадьба перешла к его брату, затем к другим людям. Последним ее владельцем стал Ромуальд Хелковский. Им был построен в 1902 году около имения винодельческий завод. Именно сюда осенью 1905 года пришел на заработки молодой Янка Купала — великий белорусский поэт. Кстати, Сёмково связано и с белорусской литературой. Здесь в одной из церквей венчались родители поэта Максима Богдановича. Про усадьбу и её основателя минским поэтом, преподавателем риторики и поэтики Михалом Дудинским, в 1780 году была написана на польском языке поэма «Дворец в Сёмково». Также в Сёмково работал и Якуб Колас.
После революции 1917 года усадьба Хмаров в Сёмково была разорена, позже здесь разместился детский интернат.
В годы Великой Отечественной войны на территории дворцового комплекса происходили страшные события. эвакуировать, в июле 1941 года в Семково вошли немецкие войска, которые усадьбу Хмары превратили в концлагерь и там они проводили жуткие медицинские эксперименты над маленькими детьми. На них испытывали лекарства против разных болезней, прививали им возбудителей страшных заболеваний, изучали возможности и выживаемость человеческого организма — поддували легкие, изучали реакцию кровообмена. И все это на живых маленьких детях. 224 ребенка из 500 находившихся в интернате погибли. Выжившая бывшая воспитанница Сёмковского интерната Нина Петровна Кабанова вспоминает:
«Мы страдали, как только могли. Были голодные, вшивые, больные, никто нас не мыл, никто не кормил. Брали кровь, делали прививки. У меня на голове не было волос — была сплошная кора. Дай Бог вам не узнать и не увидеть того, что испытали здесь мы».
276 выживших детей в феврале 1944 года были вывезены партизанам бригады «Штурмовая» в Логойский район. Участники операции по спасению детей рассказывают так:
«Из Минска нам передали сведения о том, что детей из лагеря собираются отправить в „Тростенец“. Поступила команда комиссара спасать детей. У нас были парашюты, из которых мы шили белые маскировочные накидки для детей и лошадей. Ночью приступили к операции. Вывозили детей на 40 подводах, укрыв белой тканью. Операция прошла удачно — детей вывезли в Логойский район — там мы просили деревенских жителей принять их в свои семьи. И наши женщины принимали. Среди ребят был австрийский мальчик. В 1957 году он приезжал в Москву и в каком-то интервью сказал, что нет в мире лучше белорусской женщины. Он попал к деревенской женщине, воспитывавшей 3 сыновей. Муж воевал на фронте. Эта женщина делила между детьми картошку, и в первую очередь старалась накормить сироту».
При проведении той операции погибло много партизан и сейчас в усадьбе регулярно проходят панихиды в память погибших детей и всех советских людей павших вокруг усадьбы Сёмково в те грозные годы.

#### Современный вид усадьбы
Усадьба встретила двадцать первый век в полном запустении. От блистательного дворца и парка остались лишь живописные развалины. Но сейчас заботу о её судьбе взял на себя Международный благотворительный фонд «Семья — Единение — Отечество». Уже составлен план реконструкции усадьбы. Хорошо, что этим славным делом занимаются совсем молодые люди. Так, макет возрожденной усадьбы выполнен ученицей 11 класса минской гимназии Марией Березиной под руководством преподавателя Татьяны Войтенко. В мастерской архитектора Лукьяненко уже начались работы по воссозданию дворцово-паркового ансамбля. Здесь планируется размещение Международного центра семьи. «Со временем мы планируем здесь основать музей древних белорусских родов и Международный центр семьи, который предполагает большую группу специалистов прежде всего антикризисной направленности. Семья сейчас находится в кризисе. У нас огромное число разводов. Наши молодые люди не приспособлены к созданию семьи, не готовы вести домашнее хозяйство. Мы хотим, чтобы люди приезжали сюда, делились опытом и получали консультации, чтобы отсюда специалисты могли выезжать в регионы и делиться знаниями на местах», — говорит Владимир Грозов, один из руководителей Фонда. В одном из восстановленных корпусов предполагается открыть клуб Православных психологов, который будет оказывать психологическую и реабилитационную поддержку людям, попавшим в сложные ситуации, вне зависимости от конфессиональной принадлежности. По замыслу авторов идеи, будет воссоздан облик усадьбы XVIII-XIX веков — периода расцвета имения. Не так давно, во время археологических и реставрационных работ в усадьбе была найдена мемориальная плита в честь родителей основателя усадьбы Адама Хмары. Это не надгробная плита, а именно плита в память о родителях, которую заказали Адам Хмара и его брат. Была такая прекрасная традиция в те времена. На этой плите, на латыни выбито очень трогательно посвящение родителям и одновременно философское напутствие потомкам. Это как бы послание нам, в двадцать первый век из тех славных времен. Но и страшный период Великой Отечественной войны тоже не будет забыт. На территории памятника архитектуры планируется установить мемориальную композицию скульптора Леонида Яшенко — фигура ребёнка с протянутыми к небу руками. В память о безвинно погибших здесь детях.

## Факты
В знаменитых Сёмковских пивоварнях в 1905-06 годах работал практикантом будущий народный поэт Янка Купала.

## Галерея

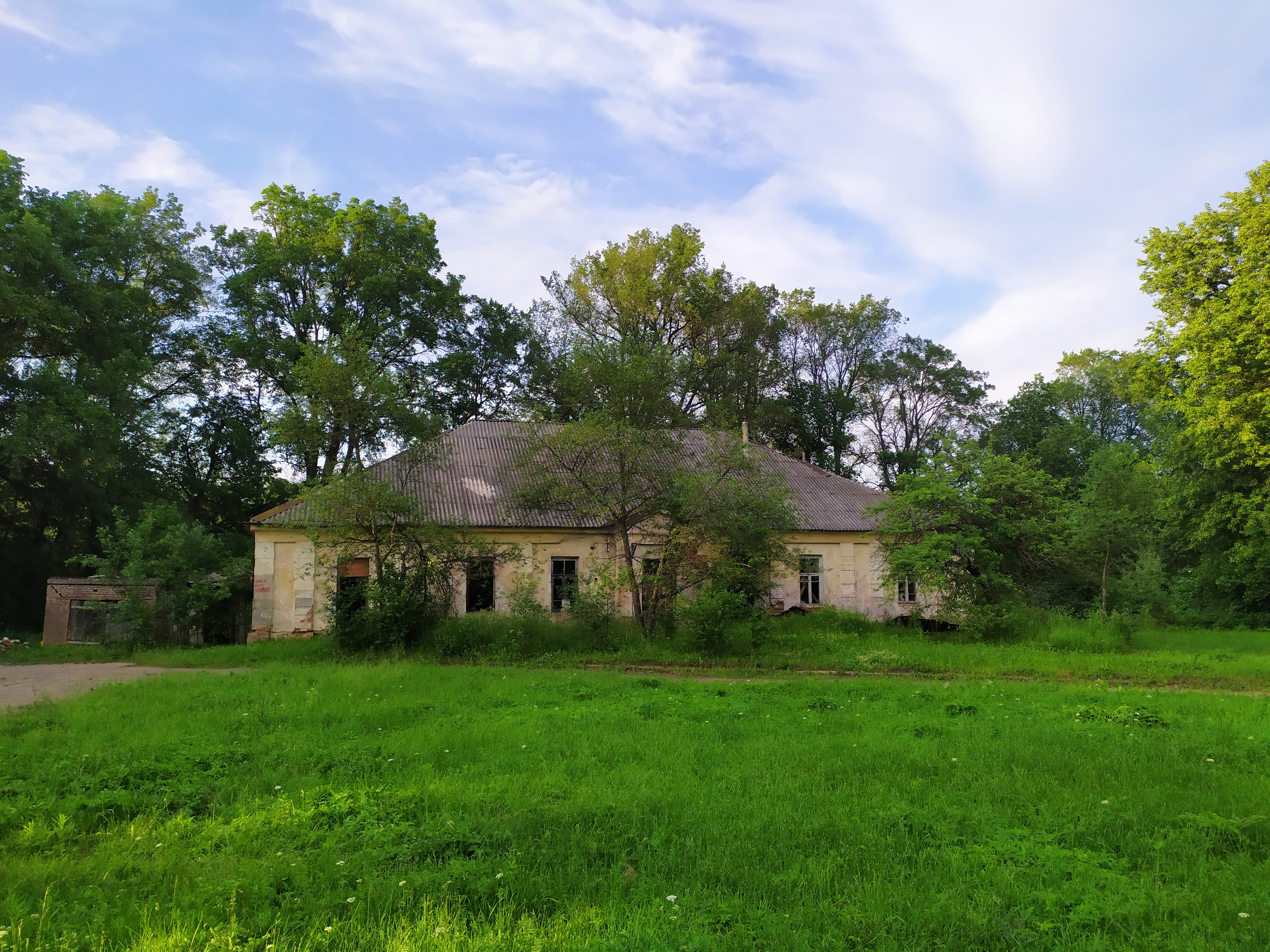
Флигель усадьбы Хмаров
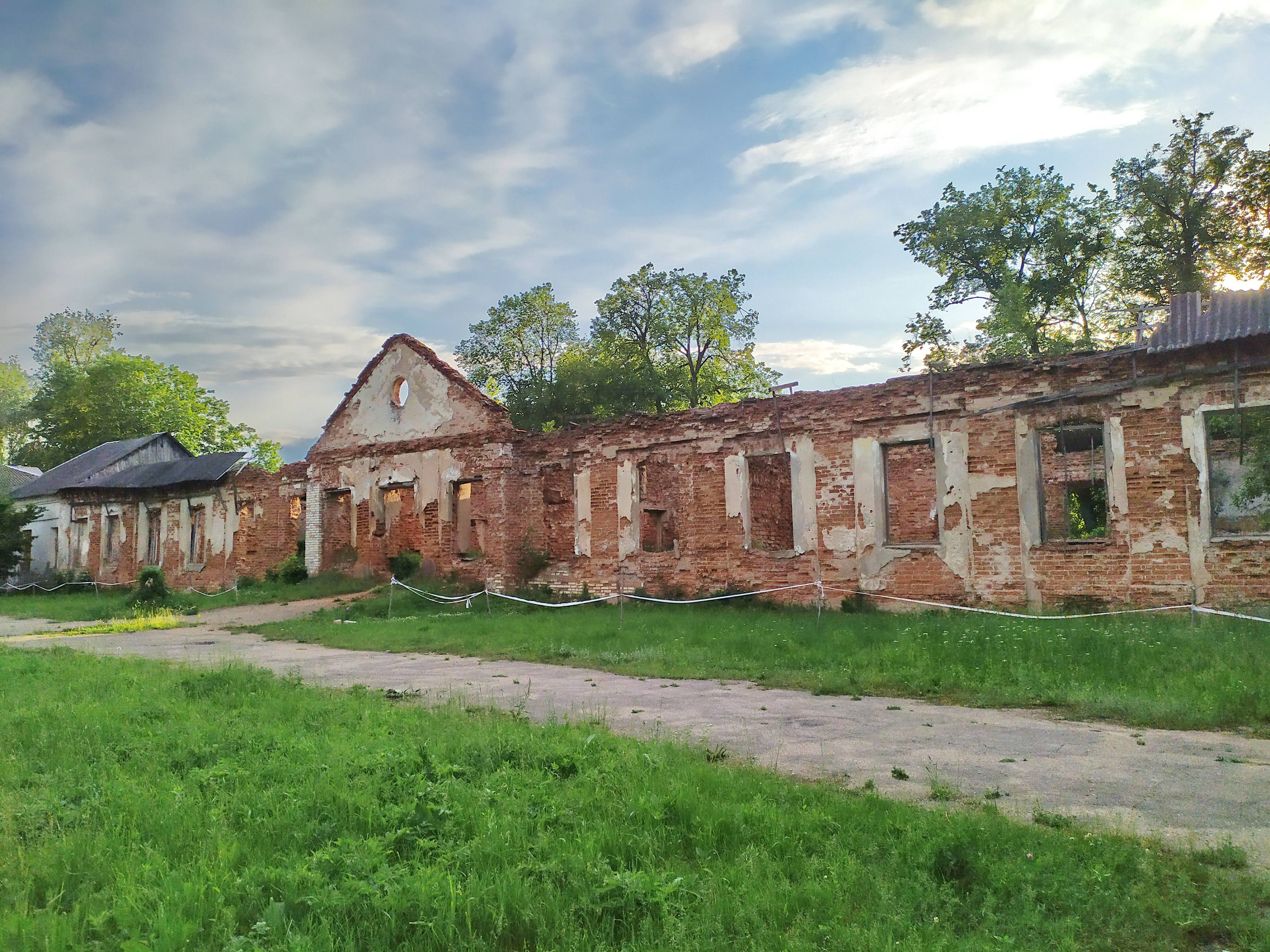
Руины усадьбы Хмаров
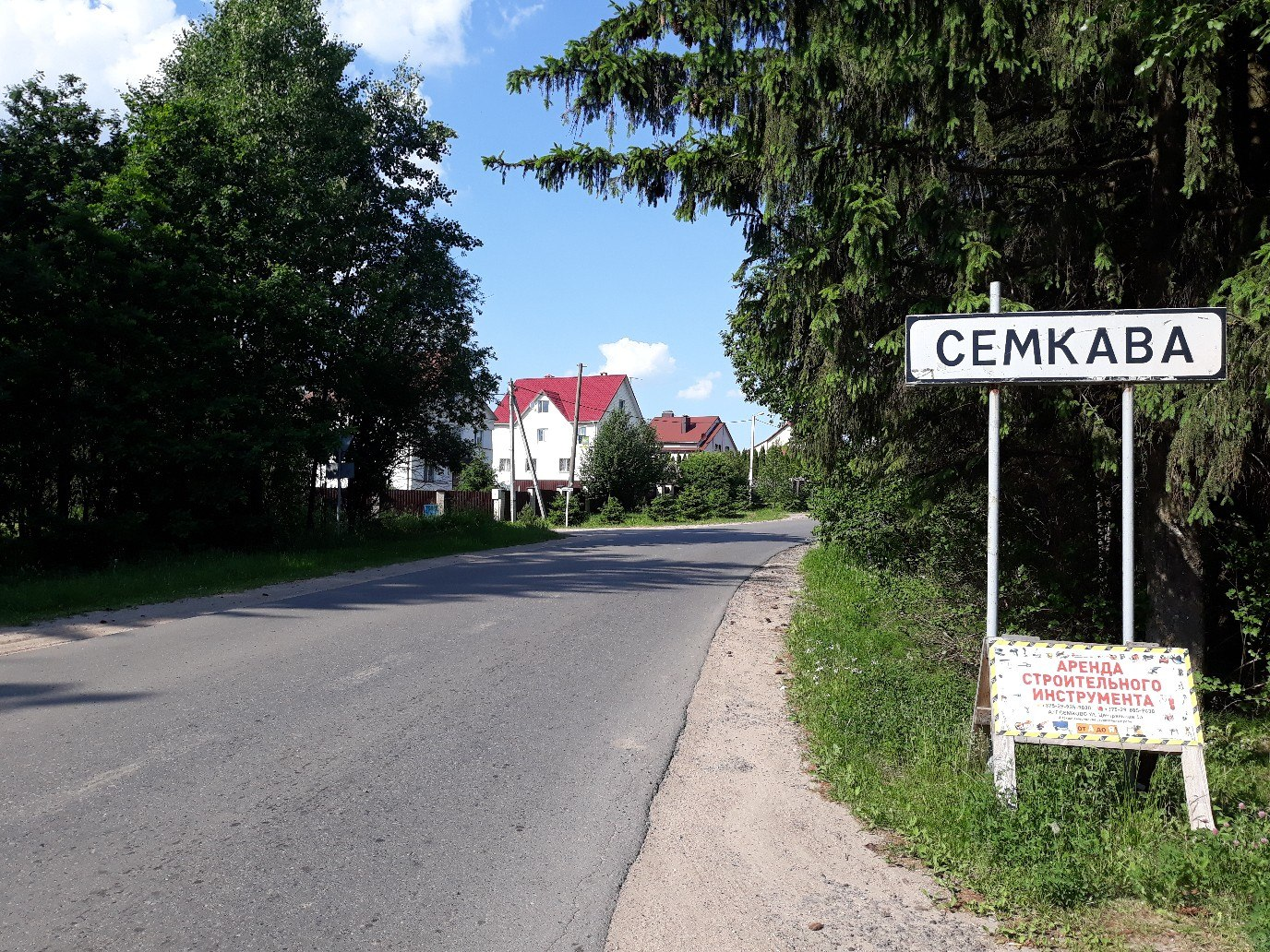
Дорожный указатель
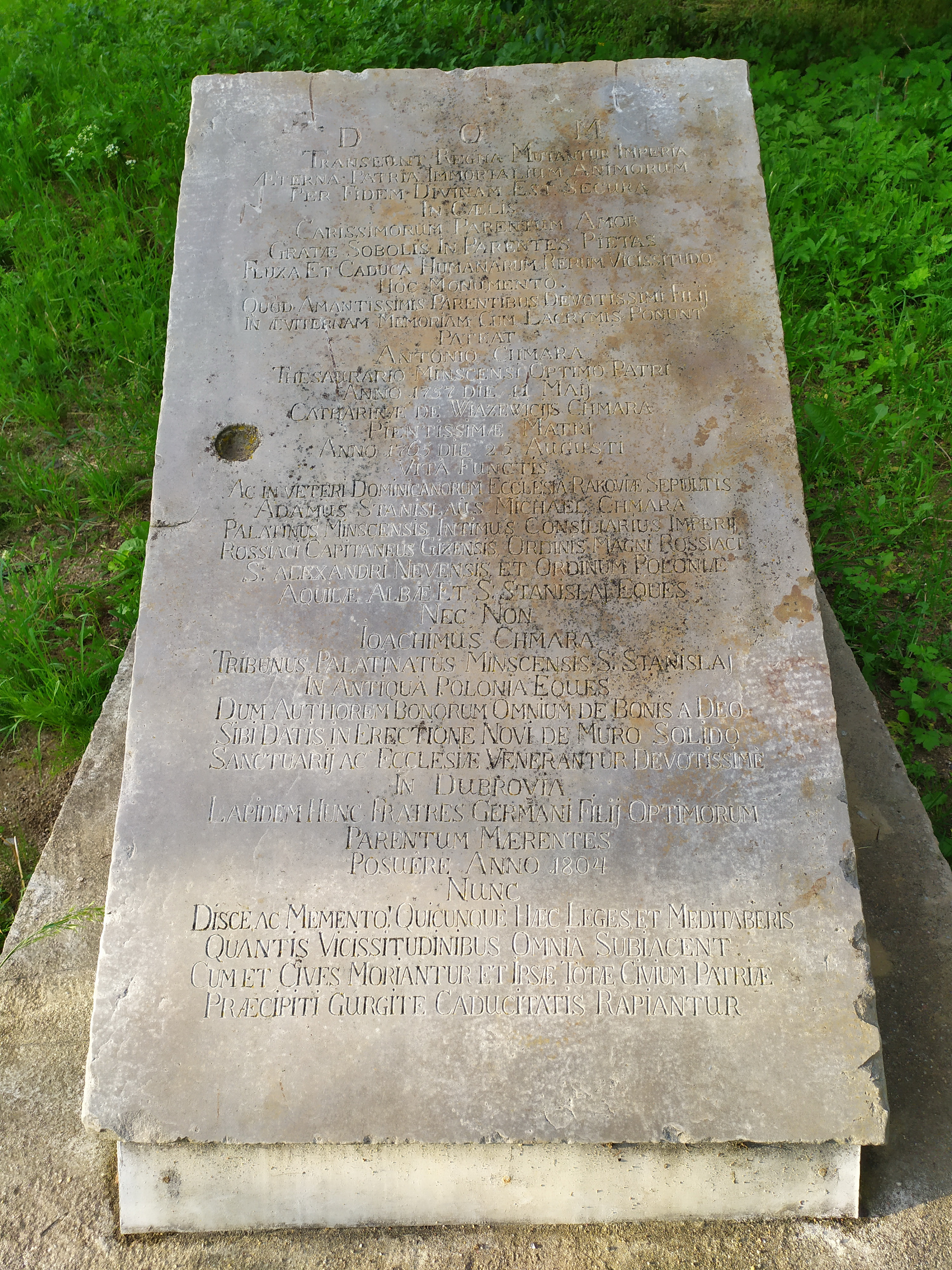
Памятная доска на территории усадьбы
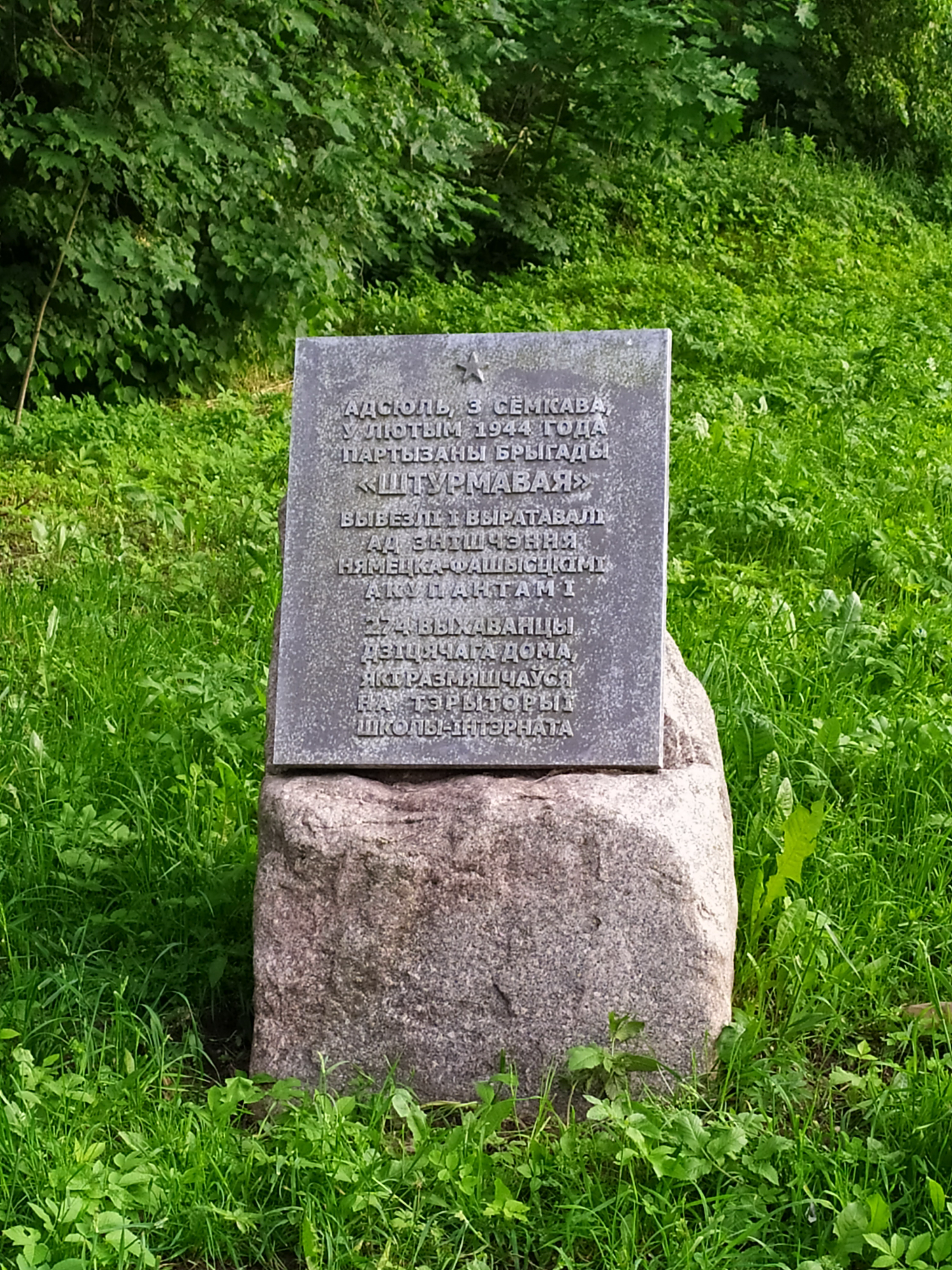
Памятная доска

## Внешние ссылки
- Фотографии усадьбы. Семково | Фотоэнциклопедия Беларуси. www.fotobel.by. Дата обращения: 12 ноября 2018.